# محافظة تشومفون
محافظة تشومفون (بالتايلاندية:ชุมพร) و (بالإنجليزية:Chumphon) هي واحدة من محافظات تايلاند الخمس والسبعين تجاور محافظة براتشواب خيري خان ومحافظة سورات ثاني ومحافظة رانونغ و دولة بورما .

## الجغرافيا
تقع المحافظة علي خليج تايلاند وفي غرب المحافظة ترتبط بلسلسلة جبال بوكيت بينما في الشرق أراضي منبسطة

## التقسيمات الادارية
تنقسم المحافظة إلى 8 مقاطعة داخلية وتنقسم هذه المقاطعات إلى 70 مقاطعة فرعية (بلدية) و 674 قرية .
| 1. شومفون موانج 2. سي ثا 3. باثيو 4. سوان لانج 5. لامي 6. فاتو | 1. صوي 2. لقي تاكو |

## أعلام
- سوبيتا تاناسان
- تشانين ساي إيار